# Movistar (Colombia)
Movistar (legalmente Colombia Telecomunicaciones S.A. E.S.P. BIC) es una filial colombiana de la empresa española Telefónica.

## Historia
Movistar ingresó a Colombia en 2004 como operador de telefonía móvil, tras la adquisición y compra de todas las filiales de BellSouth en Latinoamérica en ese mismo año. BellSouth en Colombia integró a las compañías Celumóvil, Celumóvil de la Costa y Cocelco. Con la fusión de Telefónica Colombia y Movistar Móviles en 2012, Movistar Colombia se convirtió en la empresa más grande del país en el sector de las telecomunicaciones sin agregar sus subsidiarias, controlando la infraestructura de la antigua Telecom Colombia y ofreciendo, además de los servicios de telefonía fija y móvil en los municipios del país donde tiene cobertura, servicios de internet comercial, residencial y móvil en sus celulares, además de televisión satelital, IPTV por medio de Movistar TV.
Desde 2005, es el patrocinador oficial de la Federación Colombiana de Fútbol. 
En 2006 se le vendió a la transnacional española Telefónica en subasta pública el 50% más una acción de COLTEL. Se enajenó por un valor de 853.577 millones de pesos (269 millones de dólares). La licitación se adjudicó después de un primer proceso que en 2005 generó críticas por parte de la Contraloría General de la República y que fue abortado.
En 2012 se unifica Colombia Telecomunicaciones S.A. E.S.P. (antes Telecom y en la que la Nación poseía el 48% de los títulos y Telefónica el 52%) con la compañía de telefonía móvil Movistar. Telefónica después de tomar el control de Telecom decidió cambiar el nombre a Telefónica-Telecom, posteriormente a Movistar aunque la razón social sigue siendo Colombia Telecomunicaciones. En 2013 tenía 3 613 empleados.
El 16 de enero de 2017 se lanza la nueva imagen de Movistar, utilizando el mismo logo pero esta vez en formato 2-D y centrándose nuevamente en la letra "M", lo cual el verde y el azul vuelven a ser sus colores característicos. Esta nueva imagen fue lanzada en España el 1 de diciembre de 2016, y Colombia fue el quinto país en obtener dicha imagen después de España, Panamá, Nicaragua y Uruguay Junto Al Eslogan Elige Todo.
A finales de 2017, el Gobierno de Colombia anunció que había acelerado la búsqueda de posibles interesados para su participación del 32,5% en ColTel (Movistar Colombia).
A finales de 2020, Movistar TV tenía el 8,7% del mercado de televisión por suscripción.

## Cobertura internacional y servicios
Movistar Móviles, bajo la marca Movistar, ofrece los servicios de telefonía e internet móvil. Todas las empresas del grupo (Telefónica Movistar, Movistar Móviles, Terra, Atento, Anovo, Metrotel y Telebucaramanga) dependen organizativamente de una estructura corporativa nacional (Telefónica Colombia), que a su vez reporta a Telefónica Latam, responsable de los negocios en América y China.[cita requerida]

## Empresas Relacionadas con Movistar Colombia
Movistar en Colombia guarda relación con:
- Telefónica Colombia - Operador de la marca Movistar a nivel nacional en los servicios básicos de telecomunicaciones (telefonía fija, internet, televisión satelital e IPTV con Movistar TV).
- Terra Networks Colombia - Opera Portales y Suministra acceso a Internet (bajo la marca Terra).
- Anovo - Dedicada a la actualización y mantenimiento de las redes de Movistar.
- Telebucaramanga (extinta) - Operaba los servicios básicos de telecomunicaciones en la ciudad de Bucaramanga y su Área Metropolitana (telefonía fija, internet y televisión satelital, este último prestado por medio de Movistar TV). Desde diciembre de 2018, Telebucaramanga pasa a formar parte de la infraestructura nacional de Movistar, desapareciendo así su razón social.
- Metrotel (extinta) - Operaba los servicios básicos de telecomunicaciones en la ciudad de Barranquilla y su Área Metropolitana (telefonía fija, internet y televisión satelital, este último prestado por medio de Movistar TV). Igual que en Bucaramanga, Metrotel pasó a formar parte de la infraestructura nacional de Movistar, desapareciendo así su razón social.

## Sanción por engañar a clientes
Las empresas Claro, Movistar, ETB y Tigo-Une fueron sancionadas por la Superintendencia de Industria y Comercio, por mentir a los usuarios y engañarlos, al brindarles una velocidad de conexión de internet muy inferior a la que supuestamente deben prestar como "banda ancha".